# Abraham Mordechaj Alter
Abraham Mordechaj Alter (ur. 25 grudnia 1866 w Górze Kalwarii, zm. 3 czerwca 1948 w Jerozolimie) – czwarty rebe z dynastii Ger, objął funkcję po swoim ojcu w 1905 roku. Cieszył się dużym poważaniem wśród ortodoksyjnych środowisk żydowskich i przyczynił się do wzrostu religijności żydowskiej w dwudziestoleciu międzywojennym. Był współtwórcą partii Agudat Israel, uczestnikiem kongresów partii w latach 1923, 1929 i 1937.
Wspierał również tworzenie i rozwój szkół dla dziewcząt z ortodoksyjnych rodzin żydowskich Beis Jaakow.
Po wybuchu II wojny światowej udało mu się w 1940 roku, z Warszawy, przez Włochy, zbiec do Palestyny, większość jego rodziny zginęła jednak podczas Holokaustu. W Jerozolimie, w dzielnicy ortodoksyjnych chasydów – Me’a Sze’arim, stworzył dwór, będący kontynuacją dworu z Góry Kalwarii, oraz jesziwę (Sfat Emet – Język Prawdy), której był kierownikiem. Po jego śmierci w 1948 roku funkcję cadyka przejął Izrael Alter.